# Якаб, Дарья
Дарья Якаб (венг. Jakab Dária; род. 26 июля 2000, Будапешт) — венгерская фигуристка, выступающая в одиночном катании. Бронзовый призёр чемпионата Венгрии (2018), чемпионка Венгрии среди юниоров (2017).

## Карьера

### Детство
Дарья Якаб родилась 26 июля 2000 года в Будапеште, в семье россиянки и венгра. Её мать — Гаянэ Акопян — тренер по фигурному катанию. Дарья впервые встала на коньки в возрасте трёх лет. Тренируется под руководством матери и венгерского специалиста Тюнде Шепы, в постановке одной из программ — «Paint It Black» — ей помогала Нора Хоффманн — восьмикратная чемпионка Венгрии в танцах на льду. Вне льда Якаб предпочитает чтение и прослушивание музыки.
Якаб с ранних лет выступает на международных соревнованиях. Прежде всего, на ежегодном Santa Claus Cup, который проводится в её родном городе — Будапеште. Фигуристка не ограничивалась представлением программ на Кубке Санта Клауса, и участвовала в других международных турнирах, где поднималась на пьедестала почёта либо была близка к завоеванию медали. На внутренних соревнованиях также добивалась успехов, так в феврале 2015 года одержала победу на первенстве Венгрии младшего возраста. В пред-юниорские годы технический контент Дарьи состоял из прыжков в два оборота.

### Юниорский период
Начиная с сезона 2015–2016 годов начала соревноваться на юниорском уровне и усложнила программы тройным прыжком — сальховом. Дебютный чемпионат страны среди юниоров, на старт которого вышли шесть участниц, завершила на пятой позиции. Победительницей турнира оказалась будущая участница Олимпийских игр Иветт Тот. Затем последовали выступления на трёх международных состязаниях, на которых Якаб непосредственно боролась за награды, и на последнем из них, Avas Kupa, сумела попасть на подиум, завоевав бронзовую медаль.
Второй год среди юниоров стал более успешным для венгерской фигуристки. В начале сезона 2016/2017 дебютировала в серии юниорского Гран-при. В первый день соревнований в столице Словении, где в стартовом списке значились тридцать пять спортсменок, представила постановку на композицию «Van Loc» Пьера Порте. После короткого проката расположилась в середине турнирной таблицы: лишь один из семи элементов был немного «отминусован» судейской панелью, при этом Якаб исполнила каскад из тройного сальхова и двойного тулупа, а также одно из вращений — заклон — было выполнено на максимальный уровень сложности. По результатам произвольной потеряла две позиции и остановилась на девятнадцатой итоговой строчке.
К моменту чемпионата Венгрии среди юниоров 2017, прошлогодняя чемпионка Иветт Тот перешла на взрослый уровень, а сама Якаб освоила и начала включать в программы ещё один прыжок в три оборота — риттбергер. Благодаря этому, Дарья резко улучшила предыдущий пятый результат на национальном чемпионате. Фигуристка захватила лидерство по итогам первого сегмента и чисто выполнив произвольную программу, сохранила за собой верхнюю строчку протокола. В ранге чемпионки страны отправилась на первенство мира, на котором не сумела попасть в число двадцати четырёх лучших и квалифицироваться в произвольный прокат. За месяц до мирового чемпионата победила на турнире Jegvirag Cup, финишировав с суммой 127,99 баллов.

### Взрослые соревнования
Завоевав на юниорском уровне национальный чемпионский титул и приняв участие в главном юниорском состязании — чемпионате мира, Дарья Якаб перешла на последнюю возрастную ступень и стала соревноваться среди взрослых, расширив прыжковый контент тройным тулупом, а также предпринимала попытки исполнения тройного флипа. На взрослом уровне Якаб заканчивала турниры преимущественно в середине итоговых протоколов, навязывая серьезную конкуренцию чемпионкам и медалисткам европейских национальных первенств.
В отличие от юниорского, взрослый чемпионат Венгрии проводится совместно с первенствами Словакии, Чехии и Польши, образуя чемпионат четырёх государств. При этом, победители определяются для каждой отдельной страны. На первом подобном состязании Якаб добилась двенадцатого результата, но стала третьей среди венгерских одиночниц и получила бронзовую награду от местной федерации фигурного катания (венг. Magyar Országos Korcsolyázó Szövetség, MOKSZ).
В конце 2018 года, на очередном национальном первенстве, досрочно завершила выступления, снявшись с соревнований после исполнения короткой программы. В следующий раз вышла на лёд лишь в феврале 2020 года, в рамках Jegvirag Cup, где среди шести участниц заняла шестую строчку.

## Программы
| Сезон     | Короткая программа       | Произвольная программа                                                              |
| --------- | ------------------------ | ----------------------------------------------------------------------------------- |
| 2018–2019 | - «Paint It Black» Сиара | - «Charms» - «Dance For Me Wallis» из фильма «МЫ. Верим в любовь» Абель Коженёвский |
| 2017–2018 | - «Paint It Black» Сиара | - Саундтрек к фильму «Интервью с вампиром» Эллиот Голденталь                        |
| 2016–2017 | - «Van Loc» Пьер Порте   | - Саундтрек к фильму «Интервью с вампиром» Эллиот Голденталь                        |

## Результаты
| Соревнования                        | 15/16         | 16/17         | 17/18         | 18/19         | 19/20         |
| Международные                       | Международные | Международные | Международные | Международные | Международные |
| ----------------------------------- | ------------- | ------------- | ------------- | ------------- | ------------- |
| Jegvirag Cup                        |               |               |               |               | 6             |
| Christmas Cup                       |               |               |               | 7             |               |
| Halloween Cup                       |               |               |               | 9             |               |
| Dragon Trophy                       |               |               | 10            |               |               |
| Santa Claus Cup                     |               |               | 14            |               |               |
| Ice Challenge                       |               |               | 8             |               |               |
| Golden Bear                         |               |               | 8             |               |               |
| Международные среди юниоров         |               |               |               |               |               |
| Чемпионаты мира среди юниоров       |               | 41            |               |               |               |
| Этапы юниорского Гран-при: Польша   |               |               | 24            |               |               |
| Этапы юниорского Гран-при: Словения |               | 19            |               |               |               |
| Skate Celje                         |               | 12            |               |               |               |
| Golden Bear                         |               | 9             |               |               |               |
| Avas Cup                            | 3             |               |               |               |               |
| Sportland Trophy                    | 5             |               |               |               |               |
| Jegvirag Cup                        | 6             | 1             |               |               |               |
| Santa Claus Cup                     | 22            | 12            |               |               |               |
| Национальные                        |               |               |               |               |               |
| Чемпионаты Венгрии                  | 5J.           | 1J.           | 3             | 4             |               |